# Satyu Yamaguti
Satyu Yamaguti (山口 左仲, Yamaguchi Sachū, 21 avril 1894-11 mars 1976) était une parasitologue, entomologiste, et helminthologiste japonais. C'était en particulier un spécialiste des moustiques et helminthes tels que les digènes, monogènes, cestodes, acanthocéphales et nématodes. Il a aussi travaillé sur les crustacés parasites Copépodes et Branchioures. Satyu Yamaguti a écrit plus de 60 articles scientifiques et, surtout, plusieurs énormes monographies qui sont toujours utilisées par des scientifiques du monde entier et ont été citées plus de 1 000 fois chacune.

## Éducation et carrière
Satyu Yamaguti est né dans la préfecture de Nagano, au Japon, le 21 avril 1894.
Après un diplôme du Collège médical d'Okayama (1918), il a étudié la pathologie à l'université de Tokyo et la parasitologie à l'Institut für TropenKrankten à Hambourg, en Allemagne (1925-1926). Il a reçu son diplôme de médecin en 1926 à l'université de Tokyo et son doctorat en sciences à l'université de Kyoto en 1935. Il fut enseignant en parasitologie à l'université de Kyoto (1927-1943), parasitologue à l'Institut naval d'hygiène tropicale à Makassar (île Célèbes, maintenant appelée Sulawesi, en Indonésie) avec la Marine japonaise (1943-1944), consultant spécial du Malaria Survey Detachment de l'armée des États-Unis (1946-1950). Il devint professeur de parasitologie à l'école de médecine de l'université d'Okayama (1950), fut professeur visiteur à l'université d'Hawaï (1962-1966) et professeur de biologie à l'université Tulane (1968-1969).
Il est décédé le 11 mars 1976 à Kyoto au Japan.

## Récompenses et honneurs
- Conseiller, Japanese Society of Parasitology, depuis 1927.
- Président, Japanese Society of Parasitology, 1938.
- Membre d'honneur, Japanese Society of Parasitology, 1963.
- Membre d'honneur, American Society of Parasitologists, 1957.
- Membre d'honneur, Helminthological Society of India, 1957.
- Membre d'honneur, Zoological Society of India, 1957.
- Membre d'honneur, American Microscocopical Society, 1971.
- Membre d'honneur, The 3rd International Congress of Parasitology, 1974, Munich, Allemagne.
- Bourse Fulbright-Smith-Mundt, 1954-1955.
- Bourse de la National Science Foundation, 1955-1956, 1960-1962, 1962-1969.

## Publications importantes
- Studies on the helminth fauna of Japan Pt. 1-57, 1933-1961.
- Parasitic worms mainly from Celebes Pt. 1-11, 1952-1956.
- Parasitic copepods from fishes of Japan, 13 articles.
- Mosquito fauna of Japan and Korea, 213 pp., 1950 (monographie)
- Mosquito fauna of Guam, 101 pp., 1950 (monograph)
- Mosquito fauna of North America, Pt. I, 51 pp., 1950 (monographie).
- Mosquito fauna of North America, Pt. II, 85 pp., 1950 (monographie)
- Mosquito fauna of North America, Pt. Ill, 92 pp., 1950 (monographie).
- Mosquito fauna of North America, Pt. IV, 136 pp., 1950 (monographie).
- Mosquito fauna of North America. Pt. V, 265 pp., 1950 (monographie).
- Illustrated Keys to adult Culidne mosquitoes of America north of Mexico, 1952.
- Systema Helminthum. Vol. I, The Digenetic Trematodes of Vertebrates (in 2 Parts), 1958 (monographie)
- Systema Helminthum. Vol. II. The Cestodes of Vertebrates, 1959 (monographie).
- Systema Helminthum. Vol. III, The Nematodes of Vertebrates (in 2 Parts), 1961 (monographie).
- Systema He1minthum. Vol. IV. Monogenea and Aspidocotylea, 1963 (monographie).
- Systema Helminthun1. Vol. V. Acanthocephala, 1963 (monographie).
- Parasitic Copepoda and Branchiura of Fishes, 1963 (monographie).
- Monogenetic Trematodes of Hawaiian Fishes, 1968 (monographie).
- Digenetic Trematodes of Hawaiian Fishes, 1970 (monographie).
- Synopsis of Digenetic Trematodes of Vertebrates, 1971 (monographie).
- A Synoptical Review of Life Histories of Digenetic Trematodes of Vertebrates, 1975 (monographie).
- Plus de 60 articles variés sur les helminthes[1].

## Taxons nommés en son honneur
De nombreux taxons ont été nommés en l'honneur de Satyu Yamaguti. La plupart sont des parasites.
Quelques exemples de genres:
- Yamaguticotyla Price, 1959 (Monogenea, Bychowskicotylidae)
- Yamagutia Srivastava, 1939 (Digenea, Faustulidae)
- Yamagutiplectognathotrema Parukhin, 1977 (Digenea, Zoogonidae)
- Yamagutisentis Golvan, 1969 (Acanthocephala, Echinorhynchidae).

De nombreuses espèces ont été dédiées à Satyu Yamaguti. Elles s'appellent généralement yamagutii (Liste dans ION), ou, plus rarement, satyui (Liste dans ION).

## Curiosité de nomenclature zoologique

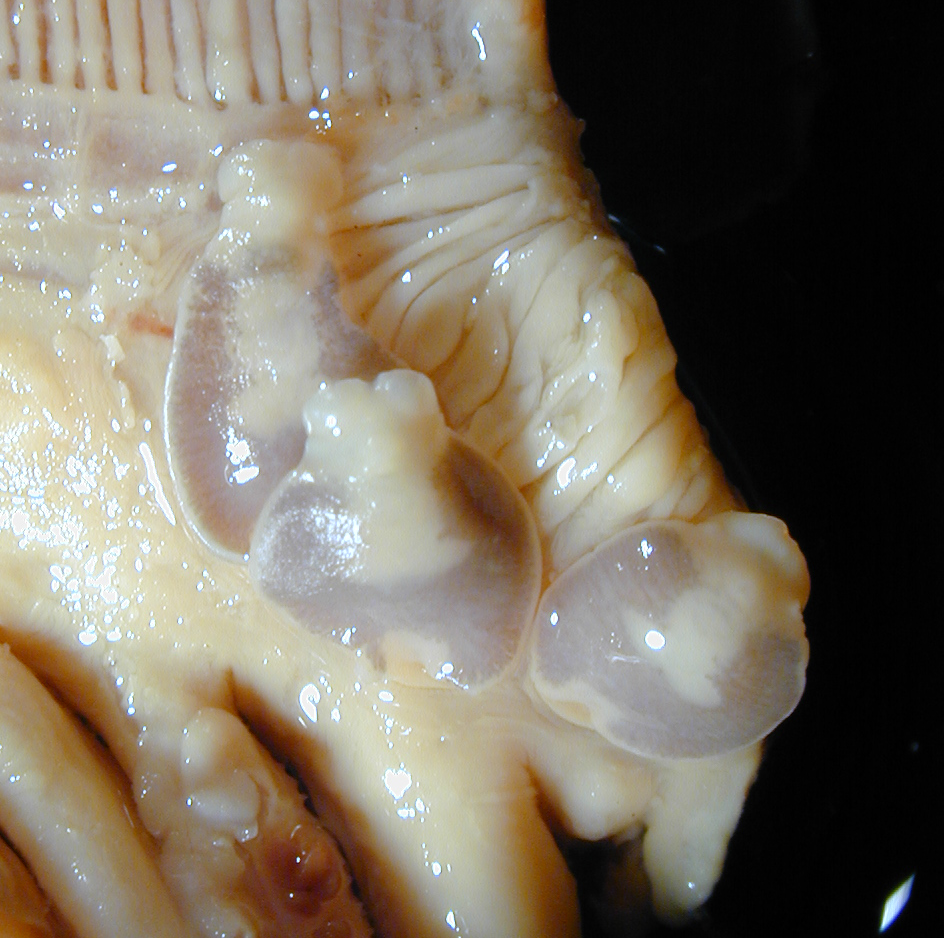
Lagenivaginopseudobenedenia

Satyu Yamaguti a créé ce qui est probablement le nom de genre valide le plus long, avec 28 lettres, de la nomenclature zoologique : Lagenivaginopseudobenedenia Yamaguti, 1966. Ce nom désigne un genre de monogènes de la famille Capsalidae, dont les espèces sont parasites sur les branchies de poissons de profondeurs, les vivaneaux (Lutjanidae).

## Notices nécrologiques
- Guillermina R. Caballero (1976), Satyu Yamaguti (1894-1976). Anales del Instituto de Biologia, Universidad Nacional Autonoma de México, 47 (2), 211-212 (daté 1976, publié 1978)
- Anonyme (1976), Necrologia, Curriculum Vitae of Dr. Satyu Yamaguti. Revista Ibérica de Parasitologia, 36(1-2), 159-161
- The Meguro Parasitological Museum News, 1976, 121,6-13 (en japonais) PDF
- Bauer, O. N., Gussev, A. V., Kurochkin, Yu. V., Polyansy, Yu. I. (1977) Professor Satyu Yamaguti (1894-1976). Folia Parasitologica, 24, 105-106.